# Monte Wildhorn csodálatos nyara
A Monte Wildhorn csodálatos nyara (eredeti cím: The Magic of Belle Isle) 2012-ben bemutatott amerikai filmdráma, melyet Guy Thomas forgatókönyvéből Rob Reiner rendezett. A főbb szerepekben Morgan Freeman, Virginia Madsen, Emma Fuhrmann, Madeline Carroll, Kenan Thompson, Nicolette Pierini, Kevin Pollak és Fred Willard látható. 
A filmet 2012. július 6-án mutatta a Magnolia Pictures. Magyarországon DVD-n jelent meg szinkronizálva.

## Rövid történet
Egy alkoholista westernregény-író elveszti a kedvét az íráshoz. Unokaöccse kérésére a nyarat egy csendes szigeten tölti, ahol összebarátkozik egy egyedülálló anyával és annak három lányával, akik segítenek neki újra ihletet találni az íráshoz.

## Cselekmény
Monte Wildhorn híres westernregény-író, de miután hat évvel korábban rákban elhunyt a felesége, elvesztette az ihletet és inni kezdett. Az író egy közlekedési baleset óta önhibáján kívül kerekesszékhez van kötve. Nyárra egy tóparti házat vásárol a festői Belle Isle szigeten és összebarátkozik a szomszéd O'Neil családd tagjaival – egy vonzó egyedülálló anyával és három lányával. Wildhorn különösen a középső lányhoz, Finnhez kötődik, aki később segít neki inspirációt találni az íráshoz. 
Egy hosszú nyár folyamán az öreg csavargó kutyája és a barátságos szomszéd család, amelynek lányát, Finnegan O'Neilt írni tanítja, fokozatosan visszahozza elveszett életkedvét. Monte leszokik az ivásról és újra írni kezd.
Amikor kiadója elárulja Monténak, hogy egy ismert színész meg akarja vásárolni westernhősének filmes jogait, eleinte visszautasítja, de később meggondolja magát és beleegyezik. A megkeresett pénzből megveszi a szomszédos O'Neil család melletti kis birtokot, ahol a varázslatos nyár után ezentúl öreg napjait szeretné tölteni.

## Szereplők
| Színész           | Szerep                 | Magyar hang       |
| ----------------- | ---------------------- | ----------------- |
| Morgan Freeman    | Monte Wildhorn         | Papp János        |
| Virginia Madsen   | Charlotte O'Neil       | Vándor Éva        |
| Emma Fuhrmann     | Finnegan "Finn" O'Neil | Károlyi Lili      |
| Madeline Carroll  | Willow O'Neil          | Pekár Adrienn     |
| Nicolette Pierini | Flora "Flor" O'Neil    | Koller Virág      |
| Kenan Thompson    | Henry                  | Elek Ferenc       |
| Kevin Pollak      | Joe Viola              | Háda János        |
| Fred Willard      | Al Kaiser              | Forgács Gábor     |
| Ash Christian     | Carl Loop              | Stern Dániel      |
| Jessica Hecht     | Karen Loop             | Zborovszky Andrea |
| Boyd Holbrook     | Luke Ford              | Király Adrián     |

## A film készítése
A Monte Wildhorn csodálatos nyarát a New York-i Greenwood Lake falujában forgatták 2011 júliusában.

## Médiakiadás
A film 2012. szeptember 18-án jelent meg DVD-n és Blu-rayen.

## Fordítás
- Ez a szócikk részben vagy egészben  a   The Magic of Belle Isle című angol Wikipédia-szócikk fordításán alapul.  Az eredeti cikk szerkesztőit annak laptörténete sorolja fel. Ez a jelzés csupán a megfogalmazás eredetét és a szerzői jogokat jelzi, nem szolgál a cikkben szereplő információk forrásmegjelöléseként.
- Ez a szócikk részben vagy egészben  a   The Magic of Belle Isle – Ein verzauberter Sommer című német Wikipédia-szócikk fordításán alapul.  Az eredeti cikk szerkesztőit annak laptörténete sorolja fel. Ez a jelzés csupán a megfogalmazás eredetét és a szerzői jogokat jelzi, nem szolgál a cikkben szereplő információk forrásmegjelöléseként.